# Galaxina
Galaxina är en science fiction-film från 1980, skriven och regisserad av William Sachs, med Dorothy Stratten i rollen som Galaxina. Filmen handlar om en interstellär polisstyrka på uppdrag samt om en android som blir kär i en människa.

## Rollista
| Stephen Macht     | – Sergeant Thor                      |
| Dorothy Stratten  | – Galaxina                           |
| Avery Schreiber   | – Kapten Cornelius Butt              |
| J.D. Hinton       | – Buzz                               |
| Lionel Mark Smith | – Maurice                            |
| Tad Horino        | – Sam Wo                             |
| Ronald Knight     | – Ordric                             |
| Percy Rodrigues   | – Ordrics röst                       |
| Herb Kaplowitz    | – Rockeater / Kitty / Operasångerska |
| Aesop Aquarian    | – Chopper                            |
| Angelo Rossitto   | – Äggmonster                         |
| Nancy McCauley    | – Elexia                             |
| Fred D. Scott     | – Commander Garrity                  |
| David A. Cox      | – Mr. Spot                           |
| Peter Schrum      | – Fat Daddy                          |